# Ctenomys talarum talarum
El tuco-tuco de los talares, tuco-tuco del talar o tuco-tuco de Los Talas (Ctenomys talarum talarum) es la subespecie típica de las que componen la especie C. talarum, un roedor herbívoro del género Ctenomys. Vive en sistemas de galerías subterráneas en el centro-este del Cono Sur de Sudamérica.

## Taxonomía
Esta subespecie fue descrita originalmente en el año 1898 por el zoólogo británico Oldfield Thomas.
Localidad tipo
La localidad tipo referida es: “Los Talas, Ensenada, La Plata”, lo que sería: “Los Talas, partido de Berisso, provincia de Buenos Aires, Argentina”. El doctor Carlos Spegazzini fue quien le entregó al propio Thomas en persona, cuando este último visitó la Argentina en 1896, 4 ejemplares los que aún contenían carne.
Holotipo
El holotipo fue colectado el 24 de junio de 1896, con el número original 196.
Etimología
La etimología del término subespecífico talarum (idéntico al específico) es un topónimo que refiere a la localidad donde fue capturado el ejemplar tipo: Los Talas, la que a su vez se llama de esa manera por abundar allí un árbol nativo denominado vulgarmente tala (Celtis tala).
Relaciones filogenéticas
Esta forma presenta un cariotipo con un número diploide de 2n=44-48 y un número fundamental NF=78-80.

## Características y costumbres
Su tamaño es relativamente pequeño; el patrón cromático de la región dorsal es marrón homogéneo, entremezclado con pelos castaños y negros, el hocico hasta la frente el pardo toma una tonalidad oscura, pelos del dorso bicolores con la base negruzca y la punta pardo amarillenta; ventralmente es amarillento pálido, con numerosos pelos negruzcos entremezclados. Los incisivos son estrechos transversalmente, débilmente proodontes, moderadamente proclives.
Medidas externas, promedio y extremas, de individuos recogidos en Magdalena (Buenos Aires) son: longitud total, 233,4 mm ± 12,2 (212,0 -254.0); longitud de la cola: 66,7 mm ± 4,3 (56,0-75,0); longitud de la pata trasera: 29,1 mm (24,0-35,5).
Este tuco-tuco es un roedor típicamente erémico, sedentario, solitario y que presenta territorialidad individual, el cual posee un modo de vida hipogeo, gracias a marcadas adaptaciones morfológicas para la excavación, dado sus hábitos subterráneos. 
Aunque frecuentemente hace algunas salidas a la superficie, lleva a cabo la mayoría de sus actividades en total ausencia de luz, dentro de los sistemas de galerías, las que están cerradas a la superficie del suelo. Estas son de estructura ramificada, con longitudes de hasta 25 metros y con diámetros de entre 6 y 8 cm, construidas a un promedio de unos 30 cm de profundidad, en terrenos planos de suelos orgánicos bastante firmes, que tienden a albergar una composición densa de vegetación graminosa.
Posee un importante dimorfismo sexual, siendo los machos más grandes que las hembras. 
Se alimenta exclusivamente de vegetales. Suele ser presa de aves rapaces, reptiles y pequeños mamíferos predadores, como zorros, hurones, felinos, etc.

## Distribución geográfica y hábitat
Esta subespecie es endémica del centro-este de la Argentina, específicamente del nordeste, este y sudeste de la provincia de Buenos Aires.
Ctenomys talarum talarum en sentido amplio se distribuye desde la ciudad de Santa Clara del Mar (partido de Mar Chiquita) por el sur hasta la zona entre las ciudades de La Plata y Magdalena por el norte. Ctenomys talarum talarum “sensu stricto” poseería una geonemia más acotada, correspondiéndole las poblaciones septentrionales de la indicada, aproximadamente desde la boca del río Salado (partido de Punta Indio) hacia el norte; esto es si se acepta la categorización de subespecie diferente para las poblaciones ubicadas desde el Salado (partido de Castelli) hasta Santa Clara (C. t. antonii) pues muchas publicaciones continúan considerando a este último, como un taxón válido.
Al menos desde el Pleistoceno Superior, C. t. talarum habita también en el sector norte de la provincia, con registros para las primeras décadas del siglo XX (partido de Morón colectado por Eduardo Ladislao Holmberg en marzo de 1905; Zelaya, partido del Pilar, colectado por José A. Pereyra el 24 de octubre de 1933), e incluso también hasta la actualidad, pues posiblemente pertenecen a esta forma los restos de tuco-tuco colectados en la localidad de Lima (partido de Zárate), lo que marcaría que aún podría sobrevivir una población relictual en proximidades de los talares que bordean el río Paraná.
Las poblaciones septentrionales se han extinguido -o están próximas a hacerlo- por causas antrópicas (avance de la frontera agropecuaria y urbanización galopante) circunstancias que se han agravado por presentar la región un ciclo con mayores precipitaciones, siendo por las mismas razones que han sido igualmente afectadas las poblaciones de su localidad tipo (Los Talas) y los alrededores a la misma.
Sus poblaciones remanentes se distribuyen a lo largo de una franja -de ancho variable- paralela a la costa del Río de la Plata y del mar Argentino, pero siempre en íntima relación con terrenos no inundables ocupados por cordones de conchilla subfósil o médanos muertos, en donde la vegetación dominante era originalmente un denso bosque semixerófilo de talas, de allí su nombre científico y vulgar.
También en el pasado habitó hacia el interior provincial (sistema de Tandilia), pero esas poblaciones se han extinguido.
Las citas sobre la presencia de este taxón en el sur de la provincia de Santa Fe serían erróneas, así como las de La Pampa (Guatraché), ciudad de San Luis y Córdoba (Río Cuarto).
Luego de las últimas poblaciones costeras de Ctenomys talarum talarum (forma “C. t. antonii”) en los alrededores de la ciudad de Santa Clara del Mar, se presenta un hiato de unos 150 km sin poblaciones de la especie, la que vuelve a aparecer en la zona de Necochea, pero representada con un taxón referido a una subespecie distinta (Ctenomys talarum recessus). Ambas muestran diferencias en caracteres demográficos; C. t. talarum -“C. t. antonii”- posee altas densidades (65 ind./ha), proporciones sexuales desviadas en adultos hacia las hembras y dispersión con predominio de machos, así como un dimorfismo sexual más marcado (mayor proporción del tamaño más grande de los machos sobre el de las hembras); mientras que en C. t. recessus se encontró en densidades menores (13 ind./ha), proporciones sexuales no desviadas, dispersantes inmaduros de ambos sexos, y un dimorfismo sexual de tamaño menos significativo.
Si bien en 2004 fue cuestionada la consideración de C. t. recessus en una categorización taxonómica propia, (algo no apoyado por la mayoría de las publicaciones posteriores) al estar completamente separada de las poblaciones de C. t. talarum-“C. t. antonii” (por tanto, con total ausencia de mínimo flujo genético entre ellas) merecen por lo menos ser tratadas como dos unidades evolutivamente significativas (UESs), un concepto de una unidad biológica que busca la conservación de todas las poblaciones que constituyen una parte importante del legado de una especie, por lo que los administradores de recursos para la conservación de la diversidad biológica deben gestionar poblaciones geográficamente distantes por separado.
Lo anterior también le cabe a las poblaciones de las que se publicó su existencia como habitando tierra adentro en la provincia de Buenos Aires, en las localidades de Saladillo, Cazón, Lincoln, Rivadavia, Pehuajó, Carlos Casares, Nueve de Julio, Saladillo, Trenque Lauquen, etc., que si bien son de afinidad taxonómica subespecífica incierta, se sospecha que podrían pertenecer a Ctenomys talarum occidentalis.